# Morti nel 2016/Aprile
| Questa pagina contiene informazioni ricavate automaticamente dalle voci biografiche con l'ausilio del template Bio e di un bot. L'aggiornamento è periodico e automatico e ricostruisce completamente la pagina. Se manca una persona in questa lista, sei pregato di non aggiungerla, ma accertati piuttosto che la sua voce biografica contenga il template Bio e che i dati anagrafici siano correttamente compilati. Se il template Bio manca, inseriscilo tu stesso o, in alternativa, metti l'avviso {{tmp\|Bio}} che ne segnala la mancanza. Se i dati riportati sono sbagliati, correggi direttamente la voce biografica; le modifiche saranno visibili in questa lista entro pochi giorni. Per chiarimenti vedi il progetto biografie. La lista contiene solo le 152 persone che sono citate nell'enciclopedia e per le quali è stato implementato correttamente il template Bio. Pagina aggiornata al 18 ago 2025. |

- 1º aprile - Alberto Fontanesi, calciatore italiano (n. 1929)
- 1º aprile - Guia Lauri Filzi, attrice pornografica e attrice argentina (n. 1943)
- 1º aprile - Fausto Puccini, cavaliere italiano (n. 1932)
- 2 aprile - Robert Alexander Abajyan, militare armeno (n. 1996)
- 2 aprile - Gato Barbieri, sassofonista e compositore argentino (n. 1932)
- 2 aprile - Don Beery, cestista statunitense (n. 1920)
- 2 aprile - Arnaldo Cavallari, pilota automobilistico e cuoco italiano (n. 1932)
- 2 aprile - Sergio Ferrari, calciatore italiano (n. 1943)
- 2 aprile - Gallieno Ferri, fumettista italiano (n. 1929)
- 2 aprile - Fabrizio Forquet, giornalista italiano (n. 1967)
- 2 aprile - Valentyn Rudenko, compositore di scacchi e ingegnere ucraino (n. 1938)
- 2 aprile - László Sárosi, allenatore di calcio e calciatore ungherese (n. 1932)
- 3 aprile - Joe Medicine Crow, storico statunitense (n. 1913)
- 3 aprile - Don Francks, attore, cantante e musicista canadese (n. 1932)
- 3 aprile - Lars Gustafsson, scrittore svedese (n. 1936)
- 3 aprile - Cesare Maldini, calciatore e allenatore di calcio italiano (n. 1932)
- 3 aprile - Ronald Austin Mulkearns, vescovo cattolico australiano (n. 1930)
- 3 aprile - Noh Jin-kyu, pattinatore di short track sudcoreano (n. 1992)
- 3 aprile - Lola Novaković, cantante serba (n. 1935)
- 3 aprile - Bill Henderson, attore e musicista statunitense (n. 1926)
- 3 aprile - Jules Schelvis, scrittore e storico olandese (n. 1921)
- 3 aprile - Kōji Wada, cantante e blogger giapponese (n. 1974)
- 4 aprile - Marino Bigaroni, saggista italiano (n. 1919)
- 4 aprile - Archie Dees, cestista statunitense (n. 1936)
- 4 aprile - Georgi Hristakiev, calciatore bulgaro (n. 1944)
- 4 aprile - Chus Lampreave, attrice spagnola (n. 1930)
- 4 aprile - Abe Segal, tennista sudafricano (n. 1930)
- 4 aprile - Ken Waterhouse, calciatore inglese (n. 1930)
- 5 aprile - Kari Elisabeth Børresen, teologa norvegese (n. 1932)
- 5 aprile - Roman Gribbs, politico statunitense (n. 1925)
- 5 aprile - Ed Johnson, cestista e allenatore di pallacanestro statunitense (n. 1944)
- 5 aprile - Armando Rigobello, filosofo italiano (n. 1924)
- 5 aprile - Refa'i Ahmed Taha, terrorista egiziano (n. 1954)
- 6 aprile - Fabio Amodeo, giornalista, scrittore e storico italiano (n. 1945)
- 6 aprile - Dennis Davis, batterista statunitense (n. 1951)
- 6 aprile - Jaime Pedro Gonçalves, arcivescovo cattolico mozambicano (n. 1936)
- 6 aprile - Merle Haggard, cantante statunitense (n. 1937)
- 6 aprile - Emiliano Liuzzi, giornalista e opinionista italiano (n. 1969)
- 6 aprile - Rino Possagno, arbitro di calcio italiano (n. 1930)
- 6 aprile - Josef Toms, cestista cecoslovacco (n. 1922)
- 6 aprile - Murray Wier, cestista e allenatore di pallacanestro statunitense (n. 1926)
- 7 aprile - László Bárczay, scacchista ungherese (n. 1936)
- 7 aprile - Carlo Monti, velocista italiano (n. 1920)
- 7 aprile - Blackjack Mulligan, wrestler statunitense (n. 1942)
- 7 aprile - Franco Radaelli, calciatore italiano (n. 1935)
- 8 aprile - Elizabeth Roemer, astronoma statunitense (n. 1929)
- 8 aprile - Erich Rudorffer, aviatore tedesco (n. 1917)
- 9 aprile - José Bileu, calciatore portoghese (n. 1932)
- 9 aprile - Tony Conrad, violinista, compositore e artista statunitense (n. 1940)
- 9 aprile - Giovanni Degli Antoni, informatico italiano (n. 1935)
- 10 aprile - Howard Marks, criminale e attivista britannico (n. 1945)
- 10 aprile - Bringfried Müller, calciatore e allenatore di calcio tedesco orientale (n. 1931)
- 10 aprile - Henryk Średnicki, pugile polacco (n. 1955)
- 11 aprile - René Seghini, calciatore argentino (n. 1931)
- 12 aprile - Aquilino Bonfanti, calciatore italiano (n. 1943)
- 12 aprile - Gianroberto Casaleggio, imprenditore e politico italiano (n. 1954)
- 12 aprile - Gib Guilbeau, cantante e musicista statunitense (n. 1937)
- 12 aprile - Anne Jackson, attrice statunitense (n. 1925)
- 12 aprile - Balls Mahoney, wrestler statunitense (n. 1972)
- 12 aprile - Quique Martín, calciatore e allenatore di calcio spagnolo (n. 1925)
- 12 aprile - Tibor Ordina, lunghista e triplista ungherese (n. 1971)
- 12 aprile - Fabio Poggiali, attore teatrale, drammaturgo e regista teatrale italiano (n. 1966)
- 12 aprile - Arnold Wesker, drammaturgo inglese (n. 1932)
- 12 aprile - Pedro de Felipe, calciatore spagnolo (n. 1944)
- 13 aprile - Mariano Mores, compositore, pianista e direttore d'orchestra argentino (n. 1918)
- 13 aprile - Pietro Pinna, attivista italiano (n. 1927)
- 13 aprile - Jeremy Steig, compositore e flautista statunitense (n. 1942)
- 13 aprile - Nera White, cestista statunitense (n. 1935)
- 14 aprile - Julio García Espinosa, regista cubano (n. 1926)
- 14 aprile - Malick Sidibé, fotografo maliano (n. 1936)
- 15 aprile - Pina Boggi Cavallo, psicologa italiana (n. 1933)
- 15 aprile - Licia Bradamante, cestista italiana (n. 1930)
- 15 aprile - Frederick Mayer, militare e agente segreto statunitense (n. 1921)
- 15 aprile - Charlotte Sheffield, modella statunitense (n. 1937)
- 15 aprile - Richard Smith, pittore britannico (n. 1931)
- 15 aprile - Umberto Volante, scultore italiano (n. 1925)
- 16 aprile - Ron Bonham, cestista statunitense (n. 1942)
- 16 aprile - Rod Daniel, regista statunitense (n. 1942)
- 16 aprile - William M. Gray, meteorologo statunitense (n. 1929)
- 16 aprile - Charlie Hodge, hockeista su ghiaccio canadese (n. 1933)
- 16 aprile - Louis Pilot, allenatore di calcio e calciatore lussemburghese (n. 1940)
- 16 aprile - Igor' Volčok, allenatore di calcio e calciatore sovietico (n. 1931)
- 17 aprile - Anthony Keane, schermidore statunitense (n. 1928)
- 17 aprile - Doris Roberts, attrice statunitense (n. 1925)
- 17 aprile - Ivo Vetrano, calciatore italiano (n. 1937)
- 18 aprile - Brian Asawa, contraltista statunitense (n. 1966)
- 18 aprile - Robert Christophe, nuotatore francese (n. 1938)
- 18 aprile - Eva Henning, attrice svedese (n. 1920)
- 18 aprile - Fritz Herkenrath, calciatore tedesco (n. 1928)
- 18 aprile - Karina Huff, attrice, cantante e showgirl britannica (n. 1961)
- 18 aprile - John Leslie, IV baronetto, nobile e militare irlandese (n. 1916)
- 18 aprile - Virginiangelo Marabini, politico italiano (n. 1931)
- 18 aprile - Fulvio Roiter, fotografo italiano (n. 1926)
- 18 aprile - Gaston Rouxel, calciatore francese (n. 1926)
- 18 aprile - Gert Schramm, scrittore tedesco (n. 1928)
- 18 aprile - Tao Siju, politico cinese (n. 1935)
- 19 aprile - Patricio Aylwin, politico cileno (n. 1918)
- 19 aprile - Estelle Balet, snowboarder svizzera (n. 1994)
- 19 aprile - Eloy Casados, attore statunitense (n. 1949)
- 19 aprile - Ronit Elkabetz, attrice, regista e sceneggiatrice israeliana (n. 1964)
- 19 aprile - Angelo Epaminonda, mafioso e collaboratore di giustizia italiano (n. 1945)
- 19 aprile - Walter Kohn, fisico austriaco (n. 1923)
- 19 aprile - John McConathy, cestista e allenatore di pallacanestro statunitense (n. 1930)
- 20 aprile - Chyna, wrestler, culturista e attrice pornografica statunitense (n. 1969)
- 20 aprile - Guy Hamilton, regista e sceneggiatore britannico (n. 1922)
- 20 aprile - Maria Kamecka, cestista polacca (n. 1922)
- 20 aprile - Mario Moriggi, calciatore italiano (n. 1941)
- 20 aprile - Dwayne Washington, cestista statunitense (n. 1964)
- 20 aprile - Victoria Wood, comica, attrice e cantante britannica (n. 1953)
- 21 aprile - Gennadij Androsov, nuotatore sovietico (n. 1939)
- 21 aprile - Domenico Chiloiro, pugile italiano (n. 1939)
- 21 aprile - Marco Leto, regista, sceneggiatore e direttore del doppiaggio italiano (n. 1931)
- 21 aprile - Utako Okamoto, medico giapponese (n. 1918)
- 21 aprile - Prince, cantautore, polistrumentista e produttore discografico statunitense (n. 1958)
- 21 aprile - Gianni Seghedoni, dirigente sportivo, allenatore di calcio e calciatore italiano (n. 1932)
- 22 aprile - Jean-Baptiste Ré, cestista francese (n. 1936)
- 22 aprile - Denys Wilkinson, fisico britannico (n. 1922)
- 23 aprile - Paolo Becchetti, politico italiano (n. 1941)
- 23 aprile - Vittorio Girotto, psicologo e neuroscienziato italiano (n. 1957)
- 23 aprile - Miguel Picazo, regista, sceneggiatore e attore spagnolo (n. 1927)
- 23 aprile - François Roustang, gesuita e psicoanalista francese (n. 1923)
- 23 aprile - John Steven Satterthwaite, vescovo cattolico australiano (n. 1928)
- 23 aprile - Madeleine Sherwood, attrice e attivista canadese (n. 1922)
- 23 aprile - Banharn Silpa-archa, politico thailandese (n. 1932)
- 23 aprile - Alphonse Vandenbrande, ciclista su strada e dirigente sportivo belga (n. 1928)
- 24 aprile - Italo Gallo, grecista e papirologo italiano (n. 1921)
- 24 aprile - Tommy Kono, sollevatore statunitense (n. 1930)
- 24 aprile - Thinle Lhondup, attore nepalese
- 24 aprile - Francesco Onnis, avvocato e politico italiano (n. 1938)
- 24 aprile - Papa Wemba, cantante della Repubblica Democratica del Congo (n. 1949)
- 24 aprile - Billy Paul, cantante statunitense (n. 1934)
- 24 aprile - Klaus Siebert, biatleta tedesco (n. 1955)
- 25 aprile - Vincenzo De Cosmo, politico italiano (n. 1942)
- 25 aprile - Martin Gray, scrittore polacco (n. 1926)
- 25 aprile - Xulhaz Mannan, giornalista bangladese (n. 1976)
- 26 aprile - Ugo Adinolfi, attore italiano (n. 1943)
- 26 aprile - Winston Hill, giocatore di football americano statunitense (n. 1941)
- 26 aprile - Masako Togawa, scrittrice, attrice e cantante giapponese (n. 1931)
- 26 aprile - Harry Wu, attivista cinese (n. 1937)
- 27 aprile - Viktor Gavrikov, scacchista svizzero (n. 1957)
- 28 aprile - Conrad Burns, politico e militare statunitense (n. 1935)
- 28 aprile - Piero Calabrese, compositore, produttore discografico e cantante italiano (n. 1958)
- 29 aprile - Georgi Hristov, cestista bulgaro (n. 1945)
- 29 aprile - Adriano Maschietto, calciatore italiano (n. 1939)
- 30 aprile - Daniel Berrigan, gesuita, attivista e scrittore statunitense (n. 1921)
- 30 aprile - Franco Di Giacomo, direttore della fotografia italiano (n. 1932)
- 30 aprile - Marisol Escobar, scultrice francese (n. 1930)
- 30 aprile - Uwe Friedrichsen, attore e doppiatore tedesco (n. 1934)
- 30 aprile - Guido Gillarduzzi, pattinatore di velocità su ghiaccio italiano (n. 1939)
- 30 aprile - Harold Kroto, chimico inglese (n. 1939)
- 30 aprile - Luciano Rimoldi, dirigente sportivo italiano (n. 1927)
- 30 aprile - Learco Saporito, politico italiano (n. 1936)